# Re Neferkara e il generale Sisene

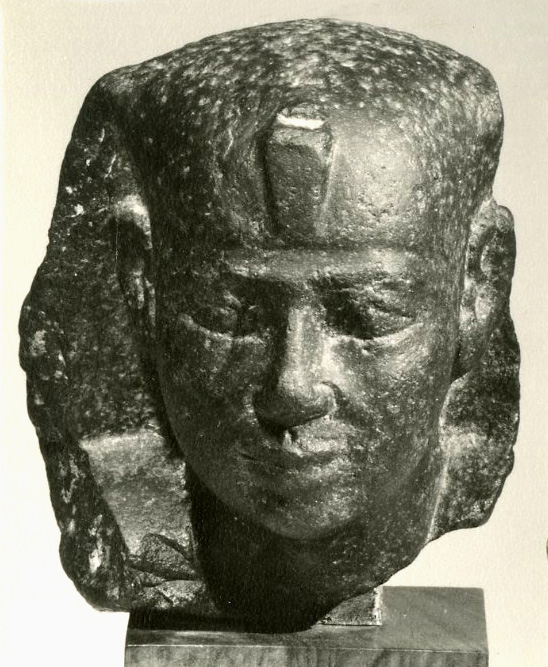
Testa di un faraone coeva al regno di Pepi II Neferkara; probabilmente da una statua dello stesso Pepi II (Metropolitan Museum of Art, New York).

L'antico racconto egizio Re Neferkara e il generale Sisene (a volte intitolato Il querelante di Menfi) sopravvive solo in frammenti. Con la sua atmosfera di intrighi e misteri d'ambientazione notturna, si tratta di un antico esempio di letteratura di cappa e spada.

## Descrizione e commento

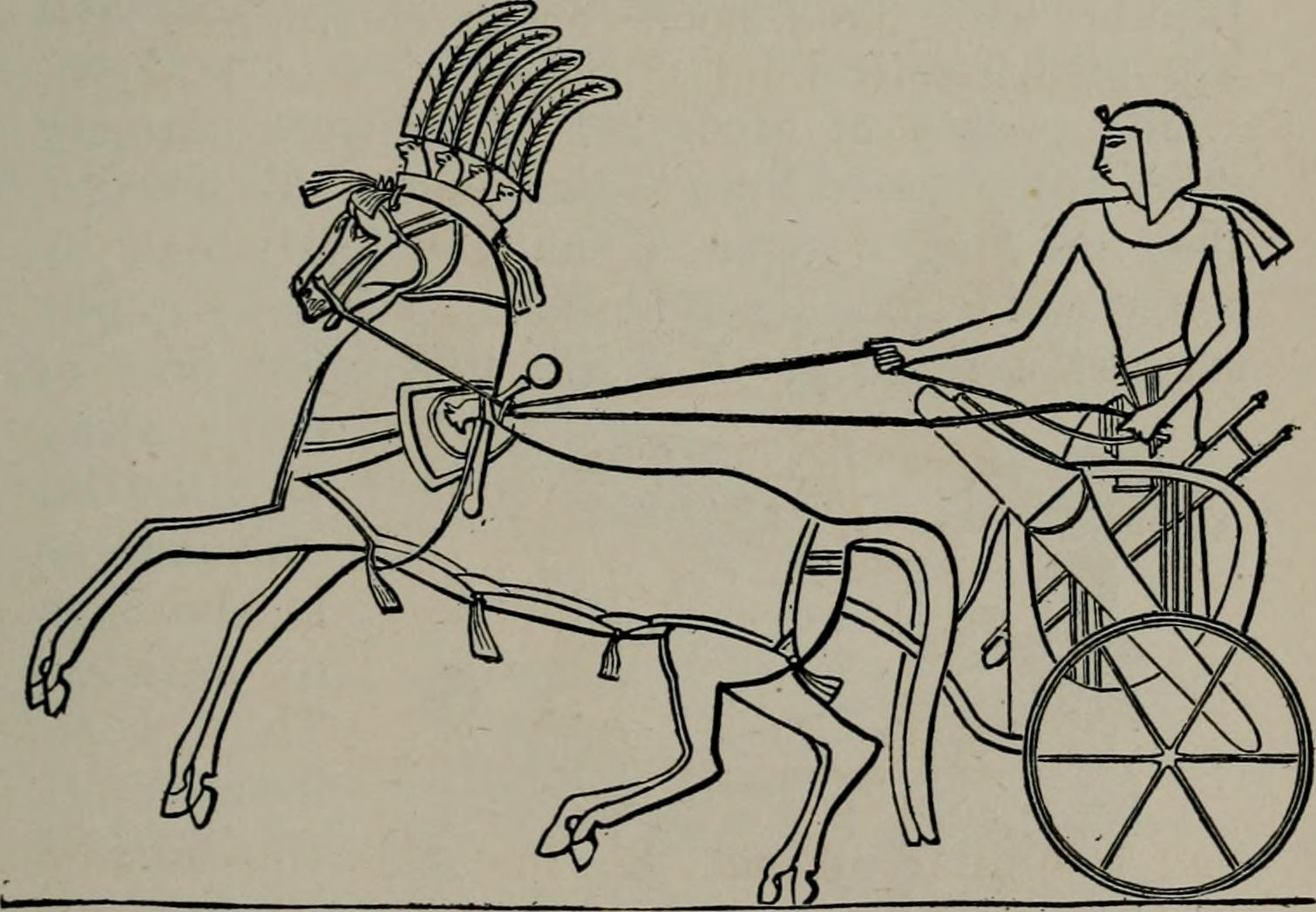
Un militare egizio.

È spesso menzionato, nell'ambito dell'omosessualità e della sua storia, come una prova della relazione omosessuale tra un faraone e un suo generale. D'altronde, la letteratura rifletteva spesso i costumi dell'epoca: il racconto è critico nei confronti della condotta del re e potrebbe riflettere le opinioni degli antichi egizi - anche solo del popolo - nei confronti dell'omosessualità.

Il racconto è generalmente ascritto al tardo Nuovo Regno (XII-XI secolo a.C.), benché appaia probabile una composizione più antica. Descriverebbe la uscite notturne del faraone Pepi II Neferkara (regno: 2278 - 2216 a.C. o 2184 a.C.; dibattuto) e i suoi incontri intimi con un generale di nome Sisene. Alcuni studiosi, come R. S. Bianchi, hanno ipotizzato che possa trattarsi di un'opera di letteratura arcaizzante, risalente alla XXV dinastia e riferita a Shabaka Neferkara (ca. 716 - 702 a.C.), un faraone kushita. L'egittologo italiano Cimmino ha commentato, riferendosi anche alle valutazioni complessive sul regno di Pepi II: 
(Franco Cimmino)
Il testo contiene inoltre riferimenti all'antico mito del dio-sole Ra e del dio dei morti Osiride. Si credeva che fra queste due divinità esistesse in rapporto di interdipendenza: Osiride avrebbe necessitato della luce del sole mentre Ra, che doveva attraversare l'oltretomba (Duat) durante la notte per raggiungere l'orizzonte (akhet) ogni mattina, avrebbe avuto bisogno del potere, caratteristicamente osiriaco, di risorgere. La loro unione avveniva nelle quattro ore più buie della notte: le stesse ore che re Neferkara avrebbe trascorso in compagnia del suo generale.